# Кубок Кремля по современному пятиборью
Международный турнир «Кубок Кремля» — международные соревнования по современному пятиборью, учрежденные Федерацией современного пятиборья России, с самым большим для пятиборья призовым фондом. Турнир был организован по инициативе президента Федерации современного пятиборья России Вячеслава Аминова. Он же обеспечил эти соревнования небывалым в истории пятиборья призовым фондом – 100 000 долларов США .
Первый международный московский турнир «Кубок Кремля», об учреждении которого президент Федерации современного пятиборье России (ФСПР) Вячеслав Аминов объявил летом 2010 года во время Финала Кубка мира, был проведен 11-12 июня 2011 года. Ареной соревнования стала КСК «Битца». В рамках турнира 2011 года был разыгран «Кубок памяти Павла Леднева».
Турнир, задуманный как состязание звезд современного пятиборья, стал одним из центральных событий международного календаря. Международный союз (UIPM) включил его в список своих официальных стартов. Соревнования проходят в один день по пяти видам без полуфиналов, награды разыгрываются только в личном первенстве.

## Формат проведения
С 2011 по 2015 году Кубок Кремля разыгрывался в личном первенстве. В 2016 – 2019 годах – в смешанной эстафете. В 2020 году из-за пандемии коронавируса турнир не состоялся.
В 2021 году турнир обрел новый статус. 1 мая Президент России Владимир Путин подписал распоряжение о присвоении международному турниру «Кубок Кремля» по современному пятиборью статуса соревнования на Кубок Президента Российской Федерации. .
В турнире выступают лучшие пятиборцы мира по персональному приглашению. В Кубке Президента участвуют 24 пятиборца (12 мужчин и 12 женщин), которые выступят в личных соревнованиях по олимпийской программе. Однако они также будут разбиты на 12 смешанных команд. Та команда, у которой сумма личных результатов ее участников будет наибольшей, получит главный трофей турнира – Кубок Президента Российской Федерации.

## Сведения о победителях

### Мужчины
| Номер         | Год           | Город  | Победитель                      | II место                        | III место                      |
| I             | 2011          | Москва | Чехия · Давид Свобода · 6040    | Россия · Александр Лесун · 5880 | Венгрия · Адам Мароши · 5840   |
| II            | 2012          | Москва | Россия · Александр Лесун · 5804 | Венгрия · Роберт Каса · 5788    | Венгрия · Бенце Деметер · 5784 |
| III           | 2013          | Москва | Россия · Илья Фролов · 5764     | Россия · Александр Лесун · 5740 | Венгрия · Роберт Каса · 5724   |
| IV            | 2014          | Москва | Россия · Александр Лесун · 1414 | Россия · Сергей Карякин · 1400  | Египет · Яссер Хефни · 1390    |
| V             | 2015          | Москва | Венгрия · Адам Мароши · 1447    | Россия · Максим Кустов · 1440   | Франция · Валентин Прад · 1430 |
| VI            | 2016          | Москва |                                 |                                 |                                |
| VII           | 2017          | Москва |                                 |                                 |                                |
| VIII          | 2018          | Москва |                                 |                                 |                                |
| IX            | 2019          | Москва |                                 |                                 |                                |
| не проводился | не проводился | Москва |                                 |                                 |                                |

### Женщины
| Номер         | Год           | Город  | Победитель                        | II место                             | III место                              |
| I             | 2011          | Москва | Украина · Виктория Терещук · 5412 | Россия · Екатерина Хураськина · 5356 | Беларусь · Анастасия Прокопенко · 5300 |
| II            | 2012          | Москва | Германия · Лена Шенеборн · 5412   | Венгрия · Шаролта Ковач · 5368       | Россия · Доната Римшайте · 5332        |
| III           | 2013          | Москва | Бразилия · Яна Маркеш · 5268      | Литва · Лаура Асадаускайте · 5264    | Россия · Людмила Кукушкина · 5196      |
| IV            | 2014          | Москва | Литва · Лаура Асадаускайте · 1308 | Германия · Анника Шлой · 1291        | Россия · Доната Римшайте · 1284        |
| V             | 2015          | Москва | Германия · Лена Шенеборн · 1329   | Венгрия · Шаролта Ковач · 1325       | Россия · Доната Римшайте · 1318        |
| VI            | 2016          | Москва |                                   |                                      |                                        |
| VII           | 2017          | Москва |                                   |                                      |                                        |
| VIII          | 2018          | Москва |                                   |                                      |                                        |
| IX            | 2019          | Москва |                                   |                                      |                                        |
| не проводился | не проводился | Москва |                                   |                                      |                                        |
| X             | 2021          | Москва |                                   |                                      |                                        |